# Университет Пассау
Университет Пассау (нем. Universität Passau ) — самый молодой университет Баварии и единственный университет административного округа Нижняя Бавария. Университет впервые открыт 9 октября 1978 года.
Более 10 лет университет занимает лидирующие позиции немецких и европейских рейтингах в области права, менеджмента и международных отношений. Известен как элитарное учебное заведение, в которое богатые немецкие родители отправляют своих детей, чтобы «защитить их от соблазнов большого города». C 2017 года университет входит в список лучших университетов мира по версии Times Higher Education World University Rankings.

## История
Историю университета можно проследить до 1622 года, с момента слияния католического института и гимназии основанной в 1612 году фюрстом Баварии Леопольдом V. 
В 1773 году университет был переименован в архиепископскую академию, название должно было подчеркнуть связь университета с епископом. В 1803 году академия потеряла свой статус и была переименована в лицей, который в 1923 году был преобразован в философско-богословский институт. 
Философско-богословский институт прекратил своё существование первого августа 1978 года с принятием закона о включении института в состав университета Пассау в качестве философского факультета.

## Структура университета

### Факультеты
- Философский факультет
- Юридический факультет
- Экономический факультет
- Факультет информатики и математики

### Основные учреждения
- Университетская библиотека
- Центр обработки данных
- Спортивный центр
- Центр языковой подготовки, здесь студенты могут выбирать между 14 различными языками[5].
- Центр подготовки преподавателей
- Центр массовой информации и коммуникации

## Студенческие организации
- AEGEE Пассау
- Junge Europäische Föderalisten Passau, Молодые европейские федералисты Пассау
- локальный комитет AIESEC
- Европейская ассоциация студентов-юристов
- Студенческое отделение института инженеров электротехники и электроники
- Университетская группа детского фонда ООН

## Международные связи
Университет участвует в программах обмена с более чем 170 иностранными высшими учебными заведениями. Среди наиболее известных: Университет Мечникова, Сибирский федеральный университет, Кингс-колледж, Лейденский университет, Венский университет, Университет Корвина, Стокгольмский университет, Лундский университет, Университет Лаваля и Государственный университет управления

## Позиция в международных рейтингах
В 2017 году университет Пассау впервые вошел в рейтинг Times Higher Education World University Rankings тысячи лучших университетов мира, заняв место 201—250. Среди университетов Германии в том же рейтинге университет Пассау занял 21-е место.